# 卡拉春
51°8′6″N 26°32′36″E / 51.13500°N 26.54333°E
卡拉春（烏克蘭語：Карачун），是烏克蘭西北部的村莊，隸屬里夫內州的里夫內區。該村始建於1900年，面積0.16平方公里，海拔高度162米，2001年人口44，人口密度每平方公里275人。